# Consorzio imballaggi alluminio
Il Consorzio imballaggi alluminio (CIAL) è il consorzio, con personalità giuridica di diritto privato, previsto dalla legislazione italiana per la gestione degli imballaggi ed i rifiuti di imballaggio in alluminio sul territorio nazionale. Fa parte del sistema Conai.

## Descrizione
CIAL è il consorzio della filiera alluminio riconosciuto dal decreto legislativo 152/06 in quanto consorzio previgente, costituito nel 1997 ai sensi dell'art. 40 del decreto legislativo 5 febbraio 1997, n. 22, dalle imprese produttrici di alluminio e produttrici di imballaggi in alluminio, cui possono partecipare anche le imprese utilizzatrici i imballaggi.
Lo statuto del Consorzio imballaggi alluminio è stato approvato dal Ministero dell'Ambiente e della Tutela del Territorio e del Mare e dal Ministero dello Sviluppo Economico con il Decreto 15 luglio 1998, Supplemento ordinario n. 136 alla Gazzetta ufficiale 12 agosto 1998, n. 187.
Come previsto dallo statuto:
"Il Consorzio non ha fini di lucro ed è costituito per il raggiungimento degli obiettivi di riciclaggio e di recupero dei rifiuti di imballaggi in alluminio immessi sul mercato nazionale.
In particolare, il Consorzio razionalizza, organizza, garantisce e promuove:
- la ripresa degli imballaggi usati;
- la raccolta dei rifiuti di imballaggio in alluminio secondari e terziari su superfici private o ad esse equiparate;
- il ritiro dei rifiuti di imballaggi in alluminio conferiti al servizio pubblico, su indicazione del Conai;
- il riciclaggio e il recupero dei rifiuti di imballaggio in alluminio.

I mezzi finanziari per il funzionamento di CIAL derivano dal contributo ambientale Conai applicati dalle aziende produttrici di imballaggio consorziate sul peso degli imballaggi ceduti sul territorio nazionale, dai proventi della cessione, nel rispetto dei principi della concorrenza e della corretta gestione ambientale, degli imballaggi e dei rifiuti di imballaggio ripresi, raccolti o ritirati, nonché da altri eventuali proventi e contributi di consorziati o di terzi.
CIAL deve mettere a punto e trasmettere annualmente al Ministero dell'Ambiente, della tutela del territorio e del mare:
- un proprio programma specifico di prevenzione
- un proprio programma pluriennale di prevenzione della produzione di rifiuti d'imballaggio
- un piano specifico di prevenzione e gestione relativo all'anno solare successivo
- una relazione sulla gestione relativa all'anno precedente, con l'indicazione nominativa dei consorziati, ed i risultati conseguiti nel recupero e nel riciclo dei rifiuti di imballaggio.

CIAL ha da tempo adottato un sistema di gestione integrato Qualità ISO 9001, Ambiente ISO 14001 e Sicurezza OHSAS 18001 e ottenuto la Registrazione EMAS (n° I-000492) secondo il Regolamento CE 1221/2009.
CIAL sulla base di un accordo specifico con Nespresso garantisce in Italia la ripresa delle capsule usate nonché il successivo riciclo dell'Alluminio e compostaggio del caffè.